# Пряне засолювання

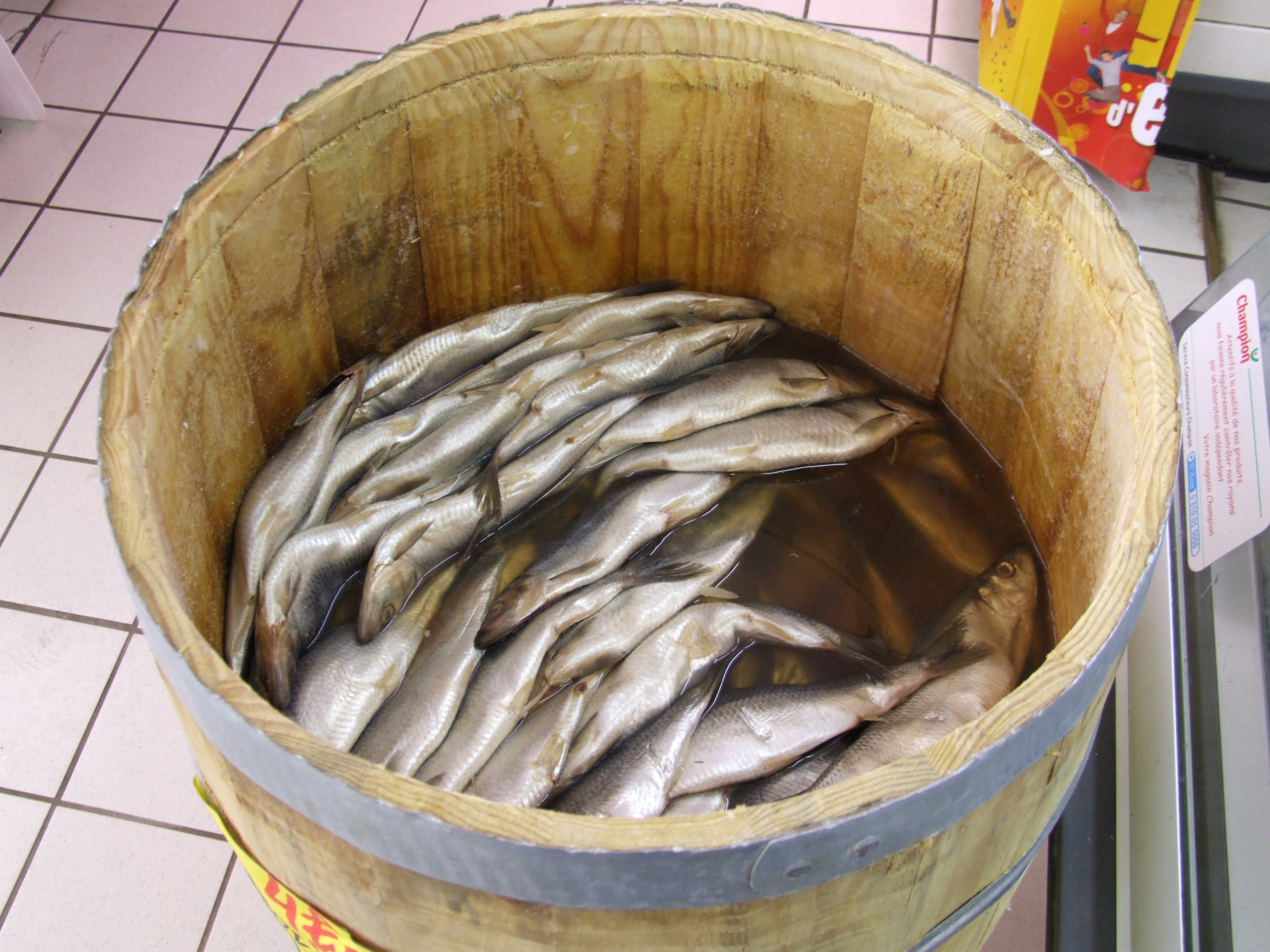
Бочка з солоним оселедцем

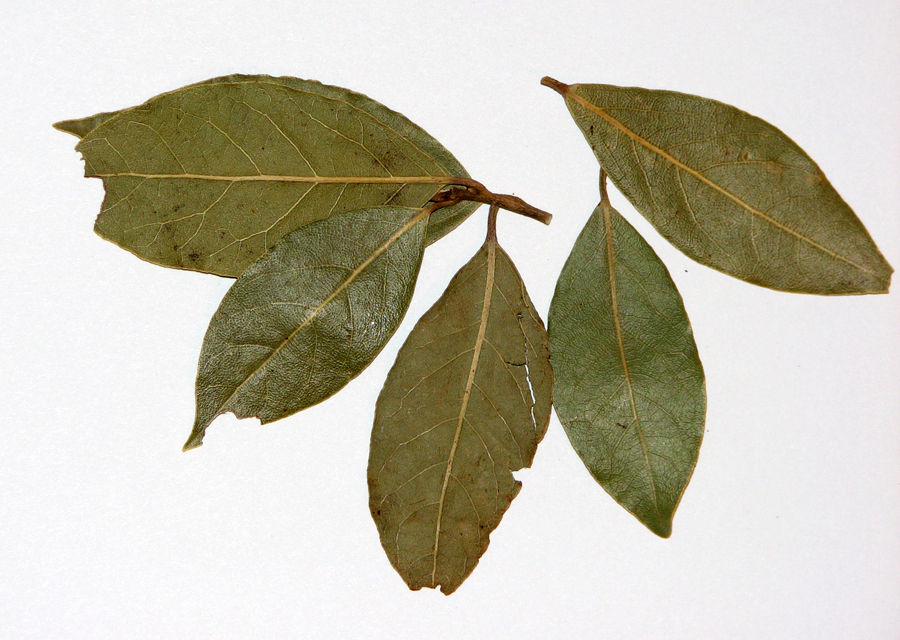
Лавровий лист на пряний засіл попередньо ошпарюють окропом і кладуть в рівній кількості на дно бочки і верхній ряд риби

Пряне засолювання (засіл) - процес обробки риби сумішшю сухої солі, цукру та прянощів. При пряному засолі трохи цукру й прянощів проникають в тканини риби та надають продукту специфічний гострий смак та приємний аромат.
За вмістом солі оселедець пряного засолу буває слабосоленим (з вмістом солі в м'ясі 6-9%) і середньосоленим (9-12%). Вміст солі в анчоусного і дрібних оселедцевих риб допускається від 8 до 12%. Дозування солі для приготування пряної продукції невелике, тому внаслідок її слабкої консервуючої дії додається антисептик - бензойнокислий натрій. Рибу пряного засолу готують з риби-сирцю і солоного напівфабрикату. На пряний засіл направляють сировину, здатну добре дозрівати в солоному вигляді, що має досить високу жирність та легко спадаючу луску: хамсу, салаку, кільку, анчоус, оселедець, ряпушку.
Кількість цукру для створення пікантного солодкуватого присмаку пряної продукції коливається від 0,3 до 10,0%. Роль цукру при засоленні риби в повній мірі не вивчена: мабуть, при незначній концентрації солі в тузлуці та тканинах, він обумовлює більш інтенсивне накопичення ароматоутворюючих з'єднань і сприяє поліпшенню консистенції м'яса. Найбільш типові прянощі для такого посолу - духмяний та чорний перець, гвоздика, лавровий лист.
При бочковому пряному засолі сіль попередньо змішують з цукром і прянощами в змішувальних приладах, обертових барабанах або каскадних мішалках. Отриманою сумішшю пересипають рибу, що укладається рівними щільними перехресними рядами (нижній ряд черевцем вниз, наступні - черевцем вгору) в бочки ємністю 50-100 літрів. Після осаду, бочки доповнюють рибою і закупорюють для дозрівання при температурі 0 °C. При нестачі тузлука, який утворився в бочках, рибу заливають через шкантові отвори бочок додатково підготовленим пряним розчином солі. При перепакуванні риби пряного бочкового засолу в банки прянощі зазвичай видаляють.
При засолі в банках промиту, розсортовану за розміром рибу, пересипану сіллю й прянощами, залишають в банках відкритими не менше ніж на 12 годин для осаду і подальшого закупорювання. Після, поверхню банки очищають, протирають сухою ганчіркою, змащують вазеліном і направляють до відповідного приміщення для подальшого засолювання.
Риба пряного засолу дозріває приблизно за місяць. Готову продукцію зберігають при температурі -3-5 °C. Риба пряного засолу надходить у продаж в бочках, жерстяних та скляних банках. Термін реалізації пряної продукції становить 6-8 місяців .